# Louredo (Santa Marta de Penaguião)
Louredo is een plaats (freguesia) in de Portugese gemeente Santa Marta de Penaguião en telt 516 inwoners (2001).